# Giulio Asclepiodoto
Giulio Asclepiodoto (latino: Iulius Asclepiodotus; gallese: Alyssglapitwlws; fl. 290–296) è stato un politico, senatore e generale romano, che durante la rivolta di Carausio sconfisse il sovrano della Britannia romana Alletto.

## Biografia
Secondo l'Historia Augusta, opera del IV secolo, Asclepiodoto fu uno del duces («generali») degli imperatori Aureliano, Probo e Diocleziano e sotto il Cesare d'Occidente Costanzo Cloro.
Dal 290 al 296 fu prefetto del pretorio. Nel 292 tenne il consolato con Afranio Annibaliano. Nel 296 accompagnò il cesare Costanzo Cloro nella campagna vittoriosa contro Alletto, un usurpatore che controllava la Britannia.
Sbarcato in Britannia, forse nei pressi di Southampton o di Chichester, Asclepiodoto sconfisse e uccise in battaglia Alletto, massacrando poi ciò che restava del suo esercito, che s'era rifugiato a Londra

## NellaHistoria Regum Britanniae
Asclepiodoto compare anche nella semileggendaria Historia Regum Britanniae di Goffredo di Monmouth (ca. 1136), in cui è presentato come un duca di Cornovaglia che si oppone all'usurpatore Alletto, che opprimeva la Britannia. Egli sconfigge e uccide Alletto nei pressi di Londra e poi fa massacrare con l'inganno dai suoi alleati venedozi le restanti truppe di Alletto, che si erano rifugiate dentro la città. Le loro teste mozzate furono gettate nel fiume Galobroc.
Asclepiodoto fu ufficialmente incoronato re e governò per dieci anni in modo giusto. Tuttavia è in questo periodo che si ebbero le persecuzioni ordinate contro i cristiani dall'imperatore Diocleziano e Goffredo data proprio a questa fase il martirio di sant'Albano. In risposta a queste atrocità, Coel Hen, duca di Colchester, mosse guerra contro Asclepiodoto e lo uccise, prendendo per sé la corona.